# موجة طولية

موجة ضغط.

الموجة الطولية هي موجة تتذبذب فيها جزيئات الوسط حول مواضع اتزانها في اتجاه انتشار الحركة الموجية وتتكون من تضاغطات وتخلخلات. تنقسم الموجات الطولية إلى قسمين رئيسيين: موجات كهرومغناطيسية وموجات ميكانيكية. أغلبية الموجات الطولية هي موجات ميكانيكية، مثل تلك التي تحدث مع انتشار الصوت في الهواء أو الماء. أما الموجات الكهرومغناطيسية فهي أساسا موجات عرضية حيث يتذبذب كلا من الجهد الكهربائي والجهد المغناطيسي عموديا على اتجاه انتشار الموجة، إلا أنه في بعض الحالات النادرة وتحت ظروف خاصة (مثل في موجة البلازما) من الممكن أن تنتشر الموجات الكهرومغناطيسية في صورة موجات طولية.

## الموجات اللا كهرومغناطيسية

تمثيل بياني لموجة والمسافة بين قمتين؛ المسافة بين قمتين تكون مساوية للمسافة بين قاعين ، وهي تمثل طول الموجة. تسمى تلك الموجة رياضيا موجة سينية.

أشهر الأمثلة على الموجات الطولية هي موجات الصوت وموجات الضغط.

### موجات الصوت
في حالة موجات الصوت الهارمونية الطولية، من الممكن التعبير عن التردد وطول الموجة بالعلاقة التالية:
{\displaystyle y(x,t)=y_{0}\sin {\Bigg (}\omega \left(t-{\frac {x}{c}}\right){\Bigg )}}
حيث:
- (y(x,t: هي الجزيئات من الموقع الثابت في اتجاه انتشار الموجة.
- x: هي الإزاحة من مصدر الموجة إلى نقطة معينة.
- t: زمن الموجة.
- y0: هي سعة الموجة.
- c: هي سرعة الموجة.
- ω: هو التردد الزاوي للموجة.

القيمة x/c هي الزمن الذي تأخذه الموجة لتقطع المسافة x.
من الممكن إيجاد قيمة التردد بالهرتز باستخدام القانون:
{\displaystyle f={\frac {\omega }{2\pi }}.}
حيث:
- f: التردد.
- ω: التردد الزاوي.
- {\displaystyle {\pi }}: القيمة ط.

في موجات الصوت، تكون سعة الموجة هي الفرق ما بين الضغط الخاص بالهواء والضغط الأقصى الناتج عن الموجة.
تعتمد سرعة انتشار موجات الصوت على نوع، درجة حرارة وضغط الوسيط التي تنتشر فيه.

### موجات الضغط
في وسيط مرن بصلابة معينة، تكون معادلة موجة الضغط الهارمونية:
{\displaystyle y(x,t)\,=y_{0}\cos(kx-\omega t+\phi )}
- 0y: مقدار إزاحة الموجة.
- k: رقم الموجة.
- x: المسافة حول محور الانتشار.
- ω: هو التردد الزاوي للموجة.
- t: الزمن.
- φ: الفرق بين المرحلتين.

## الموجات الكهرومغناطيسية

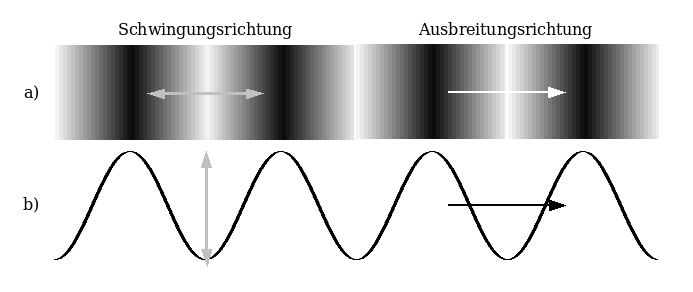
اتجاه التذبذب وانتشار الموجة الطولية (أ) والموجة المستعرضة (العلامات باللغة الألمانية)

أدت معادلات ماكسويل إلى توقع شكل الموجات الكهرومغناطيسية في الفراغ، والتي تكون عرضية (في هذه الحالة يكون كلا من المجال الكهربي والمغناطيسي عموديين على اتجاه انتشار الموجة). إلا أنه في بلازما أو فضاء محصور، من الممكن أن تتولد موجات ليست طولية ولا عرضية بل مزيجا من الأثنين. في موجات البلازما توجد عدة شواهد تثبت أن هذا النوع من الموجات من الممكن أن يوجد في مجال مغناطيسي خال من القوى.
في أوائل مراحل تطور الموجات الكهرومغناطيسية، اقترح أن الموجات الكهرومغناطيسية الطولية قد توجد في الفراغ. حاول أوليفر هيفسايد أن يعمم معادلات جيمس ماكسويل ووصل إلى نتيجة إلى أن الموجات الكهرومغناطيسية لا توجد كموجات طولية في «الفضاء الحر» أو في وسيط متجانس. ولكنه من المهم الإشارة إلى ان معادلات ماكسويل أدت إلى ظهور الموجات الطولية تحت ظروف معينة كموجات بلازما أو موجات موجهة. من الموجات المختلفة عن موجات «الفضاء الحر» بشكل أساسي، هي تلك التي درسها العالم هاينريخ رودولف هيرتس في تجاربه عن الالتردد العالي جدا والتردد الفائق العلو مثل الموجة السطحية.
مؤخرا أقترح العالم هايفنج طريقة من الممكن أن تولد موجة كهرومغناطيسية (موجة ضوئية) في الفضاء الحر ومن الممكن أن تنتشر هذه الموجة لعدة أطوال موجية بدون انحراف.